# Brachymyrmex physogaster
Brachymyrmex physogaster är en myrart som beskrevs av Kusnezov 1960. Brachymyrmex physogaster ingår i släktet Brachymyrmex och familjen myror. Inga underarter finns listade.